# 云南粗糠树
云南粗糠树（学名：Ehretia confinis）为紫草科厚壳树属下的一个种。